# Dolna Gonovica
Dolna Ǵonovica (makedonsky: Долна Ѓоновица, albánsky: Gjonovicë e Poshtme) je vesnice v Severní Makedonii. Nachází se v opštině Gostivar v Položském regionu. 

## Demografie
Podle sčítání lidu z roku 2021 žije ve vesnici 35 obyvatel. Etnickými skupinami jsou:
- Albánci – 22
- Makedonci – 5
- ostatní – 8